# 瑠璃光寺
34°11′23.4″N 131°28′18.4″E / 34.189833°N 131.471778°E
瑠璃光寺是位在日本山口縣山口市香山町的曹洞宗寺院，山號「保寧山」（ほねいさん），本尊藥師如來，建於1471年，由當時統領此地的大內氏重臣陶弘房之夫人所建立，開山（初代住持）為大庵須益。
此寺廟為象徵大內氏全盛時期大內文化的象徵，也是「西之京・山口」的代表景點，寺內區域包括五重塔被合稱為「香山公園」，也是著名的賞櫻和賞梅景點。

## 歷史
香積寺
現在的琉璃光寺位址最早原為由大內義弘為祭祀家族建於14世紀末的「香積寺」，大內義弘過世後，其弟大內盛見為悼念大內義弘開始在此地興建五重塔，並於1442年完成。
瑠璃光寺
而瑠璃光寺最初則為大內氏的重臣陶弘房於1468年過世後，其妻為悼念陶弘房於1472年所建立，最初設於現在的山口市仁保高野地區，名為「安養寺」，1492年才更名為「瑠璃光寺」，由於位於仁保，也會被稱為「仁保瑠璃光寺」。
遷移
17世紀江戶時代後，由於統領起地的毛利氏將藩廳設於萩，因此在1604年將香積寺遷移至萩，而原本位於仁保的瑠璃光寺則在1690年遷至此地。

## 寺內建築
五重塔
寺內的五重塔建於1442年，高31.2公尺，現已被列為國寶，和京都醍醐寺及奈良法隆寺的五重塔並稱「日本三名塔」。
璃光寺資料館
展示五重塔的模型及資料，並有日本其他各地的五重塔資訊。
香山墓所
和位於萩市的天樹院、大照院、東光寺同樣為長州藩主的墓所，此地為明治維新時藩主13代毛利敬親的墓所。
枕流亭
為江戶時代末期長州藩和薩摩藩達成萨长同盟之約定時，薩摩藩的小松帶刀及西鄉隆盛造訪山口時與長州藩會談的場所，經過多次遷移後，現遷移至現址。
露山堂
為江戶時代末期長州藩藩主毛利敬親將藩廳自萩遷移至此後，設於藩廳內的茶室，於1891年遷移至此。

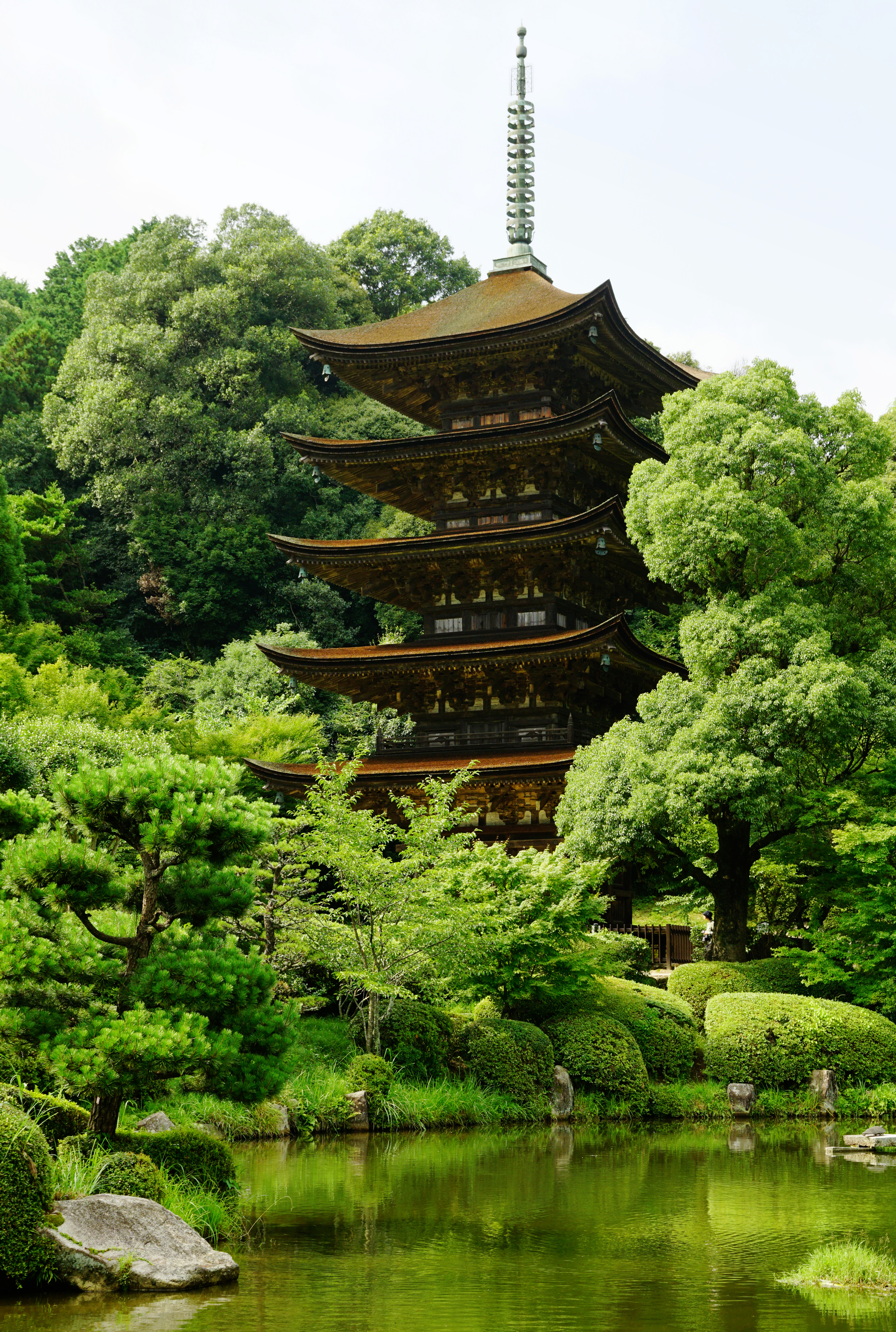
五重塔
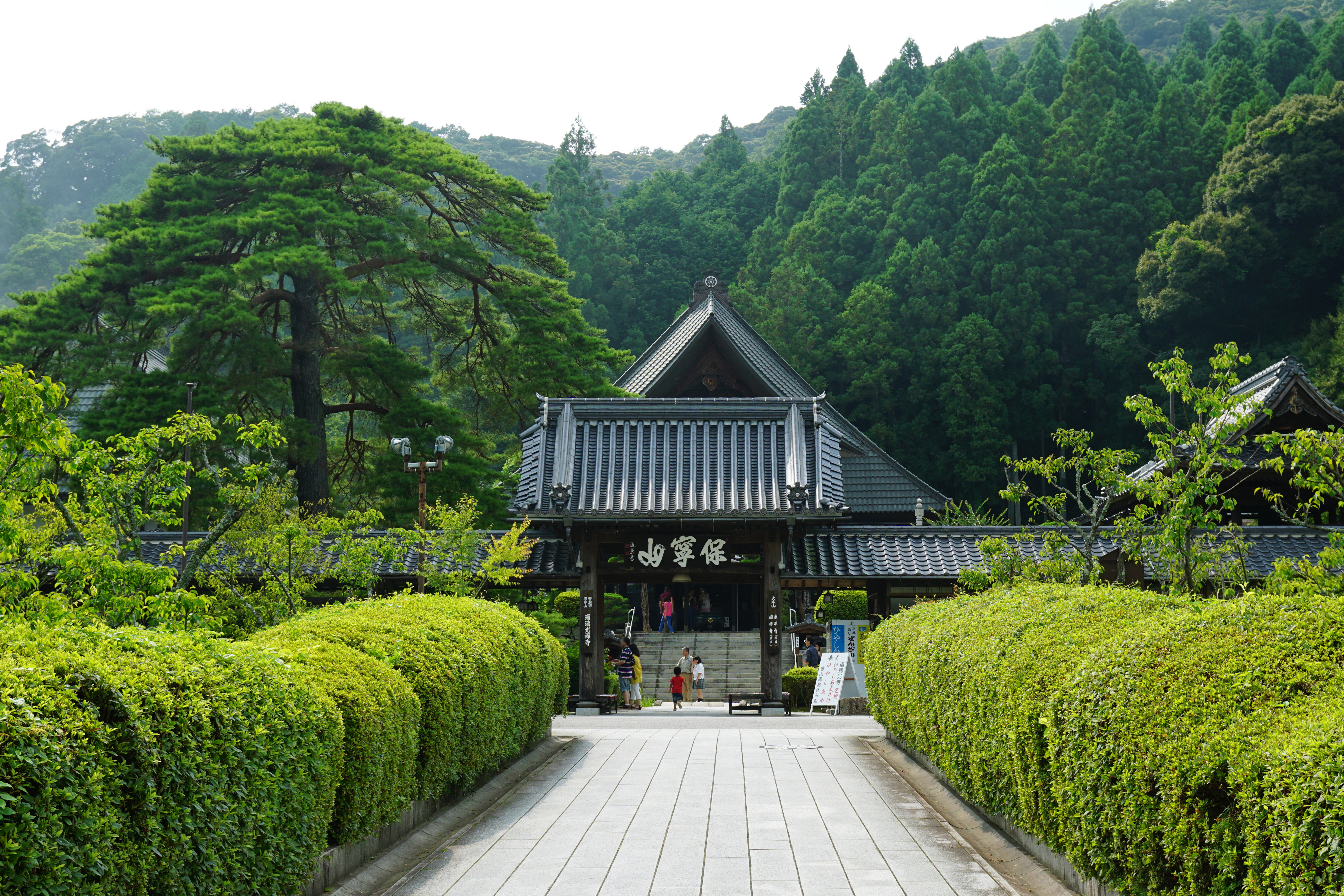
琉璃光寺的參道、中門
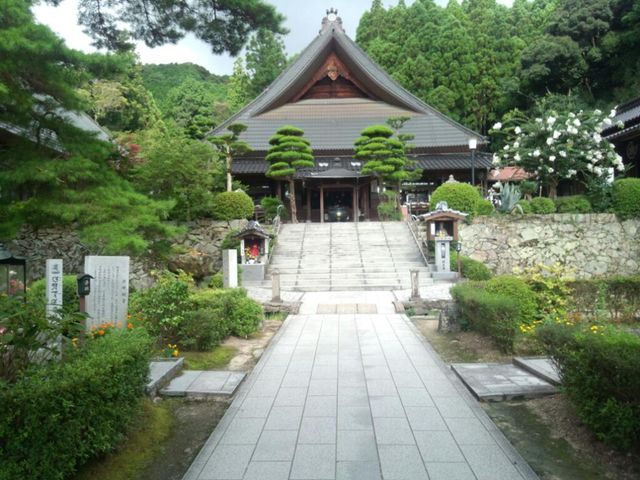
琉璃光寺本堂
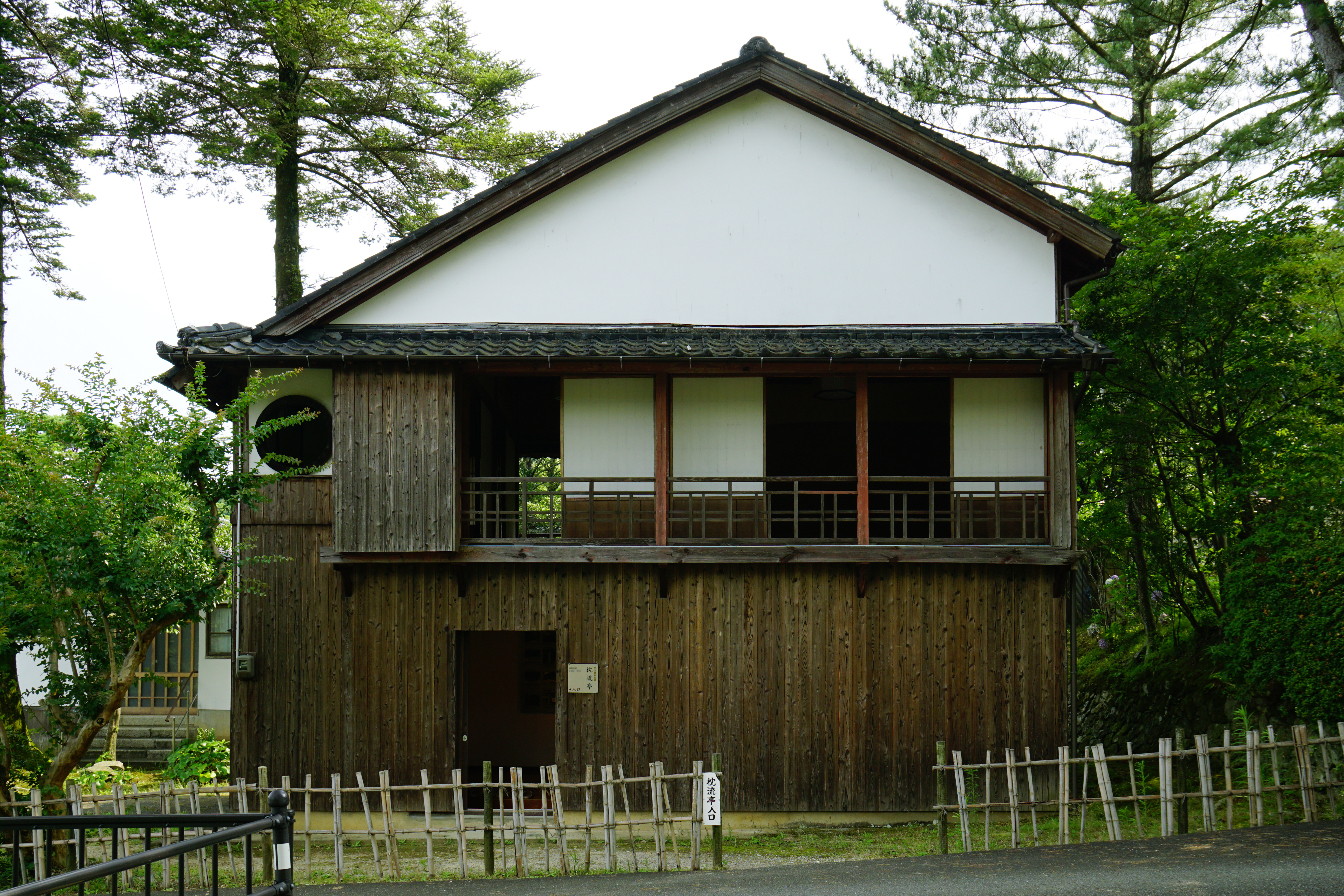
枕流亭

## 關联条目
- 大內氏
- 毛利氏

## 外部連結
- （日語） 琉璃光寺五重塔 （页面存档备份，存于） - 山口市觀光情報站